# Краб голландський
Краб голландський (Rhithropanopeus harrisii) — вид крабів родини Panopeidae. Єдиний представник роду Rhithropanopeus.

## Розповсюдження
Первинний ареал охоплює Атлантичне узбережжя Північної Америки. Зараз широко розселився у солонуватих водоймах Європи (Голландія, Німеччина, Франція), також був занесений у Каспійське море. В Україні зустрічається у Чорному та Азовському морях та лиманах. Голландський краб розповсюджений у Європі. Відрізняється від американського будовою лобного краю та виділяється у окремий підвид Rh. harrisi tridentata.

## Будова
Розмір тіла невеликий, до 23 мм. Панцир помітно опуклий у середній частині, передній край трохи нахилений донизу. На його поверхні виступають короткі лінії з дрібних гранул. Лобний край майже прямий, розділений трикутною западиною на дві лопаті з гранульованим краєм. На передньобічному краї чотири зубці. Очна орбіта оточена дрібними тупими зубцями. Рухомий палець клешні сильно зігнутий, на внутрішній поверхні клешнів тупі зубці. Забарвлення зеленувато-оливкове, з темними плямами.

## Спосіб життя
Евригалинний вид. Іноді зустрічається у повністю прісній воді. Надає перевагу піщаним та мулисто-піщаним ґрунтам, може повністю занурюватись у ґрунт. Живиться детритом, померлими тваринами, також може споживати ікру риб. Внаслідок малої рухливості панцир заростає балянусами та гідроїдами.

## Личинковий розвиток
Личинки у процесі метаморфозу проходять чотири стадії зоеа та стадію мегалопу. Карапакс звичайної для зоеа крабів форми, гладенький. Дорсальний та ростральний шипи перевищують довжину карапаксу, вентральні шипи невеликі. Перший абдоменальний сегмент має латеральні вирости, другий має великі латеральні шипи, на третьому шипи виражені слабко. Тельсон має дорсальні шипи з кожного боку виделки. Розміри зоеа 1,2—2,4 мм. Мегалопа характеризується широким карапаксом. Рострум короткий, нахилений донизу під прямим кутом, загострений. Перша пара переопод має клешні помірних розмірів. Проподуси та дактилуси мають щетинки. Абдомен складається з 6 сегментів, звужених у напрямку задньої частини. Плеоподи добре розвинені, остання з них має 7 щетинок. Розміри мегалопи близько 3,2 мм.

## Значення
Є природним санітаром водойм, вживаючи у їжу загиблих риб та інших тварин. Також завдяки невеликому розміру та здатності жити у прісній воді є цікавим об'єктом для акваріумістів-аматорів. У водах України цей вид-вселенець став доволі масовим внаслідок чого може конкурувати за кормову базу з місцевими видами крабів. 

## Виноски
1. 1 2  P. K. L. Ng, D. Guinot & P. J. F. Davie (2008). Systema Brachyurorum: Part I. An annotated checklist of extant Brachyuran crabs of the world (PDF). Raffles Bulletin of Zoology. 17: 1—286. Архів оригіналу (PDF) за 6 червня 2011. Процитовано 2 вересня 2013.